# Margrit Bolli
Margarete Schatz-Bolli (née le 15 décembre 1919 à Bâle et décédée le 13 octobre 2017 à Therwil) était une opératrice radio suisse de l'Orchestre rouge.

## Biographie
Bolli est la fille d'un antifasciste italien. Elle a suivi une formation de danseuse, mais ne pouvant pas vivre de ce métier, elle a travaillé à Berne comme serveuse dans un café lorsque Sándor Radó, qui appartenait à l'organisation de résistance Orchestre rouge l'a rencontrée. Radó lui a conseillé d'apprendre le français et la dactylographie. Plus tard, alors qu'elle vivait chez des parents à Lausanne, elle a rencontré Alexander Foote, ancien combattant espagnol et radio du GRU, qui lui a appris le code Morse et les techniques de chiffrement des messages. 
Ensuite, Bolli a commencé à travailler pour Radó. Elle percevait 400 francs suisses par mois. En septembre 1942, elle s'est installée à Genève pour exécuter les instructions de Radó, qu'elle connaissait sous le pseudonyme d'Albert. D'octobre 1942 à mars 1943, elle a reçu des messages chiffrés et les a transmis. Pour cela elle a utilisé un appartement, 8 rue Henri Mussard, et un appareil de transmission fourni par Radó. L'appareil était intégré dans le manche d'un gramophone mobile. Les rapports chiffrés étaient transmis trois fois par semaine entre minuit et une heure du matin sous le nom de code Rosa. Son salaire a été ensuite porté à 600 francs par mois, sans compter les dépenses et les réparations.
Vers la mi 1943, Bolli rencontra le coiffeur Hans Peters, un espion qui travaillait pour la 3e division de la défense allemande et qui, sous le nom de code Romeo, était spécialement en contact avec Bolli et Hélène Rado. Elle lui a indiqué le nom du livre qu'elle avait utilisé pour le cryptage. Le titre était Es begann in September de Grete von Urbanitzky. Elle est arrêtée dans son appartement en même temps que Peters le 13 octobre 1943 par les services de renseignements suisses. Elle explique alors qu'elle travaillait pour Radó pour lutter contre le national socialisme. Comme elle avait déjà remarqué auparavant que son appartement était surveillé, elle avait demandé à Radó de prendre la radio. Cependant, celui-ci avait laissé dans l'appartement quelques objets compromettants comme les écouteurs.
Son défenseur était Jacques Chamorel, un avocat de Lausanne. En 1947, un tribunal militaire suisse a condamné Margarete Bolli pour service de renseignement contre des pays étrangers à dix mois de prison et à une amende de 500 francs suisses. Otto Pünter a payé la caution, ainsi l'opératrice radio a été libérée. Elle a épousé l'homme d'affaires Artur Schatz. En 1956, le couple s'est installé à Bâle. 
En 1993, la cinéaste Heidi Specogna a réalisé un documentaire sur la vie de Margrit Bolli, Deckname Rosa.